# Katten Felix
Ej att förväxla med danska serien Felix eller den belgiska detektivserien Félix.
Katten Felix (Felix the Cat i original), ursprungligen en figur från den amerikanska stumfilmserans animerade kortfilmer skapad 1919 dök första gången upp i kortfilmen Feline Follies från samma år. Karaktäristiskt för Katten Felix är hans svarta kropp, vita ögon, stora leende och de surrealistiska situationer som han ständigt hamnade i. Felix var den första tecknade figur som blev så populär att han drog egen filmpublik.
Vem som först skapade Katten Felix är omdiskuterat. Pat Sullivan, australiensisk tecknare och filmentreprenör tillika dåvarande ägare av figuren, hävdade under sin levnad att det var han som var upphovsman, men Otto Messmer, amerikansk tecknare och huvudanimatör hos Sullivan, har även han kallats Felix skapare. Det enda som är säkert är att Katten Felix härstammar från Pat Sullivans studio. Filmerna med Katten Felix var oerhört populära och framgångsrika under 1920-talet. Utöver de animerade kortfilmerna förekom han även från 1923 i seriestrippar, tecknade av Messmer, och han förekom på en mängd produkter som keramik, leksaker och vykort. Flera olika tillverkare producerade även mjukisdjur i form av Felix och det spelades in sånger om honom, som Paul Whitemans orkester som 1923 spelade in "Felix Kept On Walking", och kompositörstrion Bryan, Wending och Kortlander som 1928 skrev sången Felix The Cat.
Mot slutet av 1920-talet, i takt med att ljudfilmen vann mark, började Felix framgång dala. Konkurrensen från Disneys korta animerade ljudfilmer fick Felix att verka föråldrad. Först 1929 bestämde sig Sullivan för att övergå till ljudfilm och började distribuera nya filmer via Copley Pictures. Men försöket floppade och lades ned 1930. Sullivan dog 1933. 1936 skapades tre kortfilmer i färg av Van Beuren Studios.
1953 började Katten Felix sändas på amerikansk TV. Joe Oriolo introducerade en omformad "långbent" Felix, lade till nya figurer och gav Felix en magisk väska som kunde anta vilken form som helst. Sedan dess har katten förekommit i ett antal TV-serier, i två långfilmer, den första Felix the Cat: The Movie från 1988, i olika serieformat, exempelvis tillsammans med Betty Boop i serien "Betty Boop and Felix" som gavs ut 1984–1987, och på en mängd varuprodukter. Oriolos son, Don Oriolo, äger numera rättigheterna till figuren.

## Katten Felix i Sverige
I Sverige utkom två album med Katten Felix, 1929 och 1934, utgivna av Göteborgsförlaget Ewald Elanders. Med start 1969 gav Allers ut Felix i serietidningsformat. Dagsstrippversionen av Joe Oriolo har bland annat publicerats på svenska i serietidningen Blondie.
Joe Oriolos TV-serie har sänts på svenska på TV 1000.